# Aphelogaster emini
Aphelogaster emini är en skalbaggsart som först beskrevs av Hermann Julius Kolbe 1894.  Aphelogaster emini ingår i släktet Aphelogaster och familjen långhorningar.
Artens utbredningsområde är Angola. Inga underarter finns listade i Catalogue of Life.